# Matt Miazga
Matthew Miazga, dit Matt Miazga, né le 19 juillet 1995 à Clifton dans l'état du New Jersey aux États-Unis, est un joueur international américain de soccer. Il joue au poste de défenseur central au FC Cincinnati en MLS. Il possède également la nationalité polonaise.

## Biographie

### Carrière en club

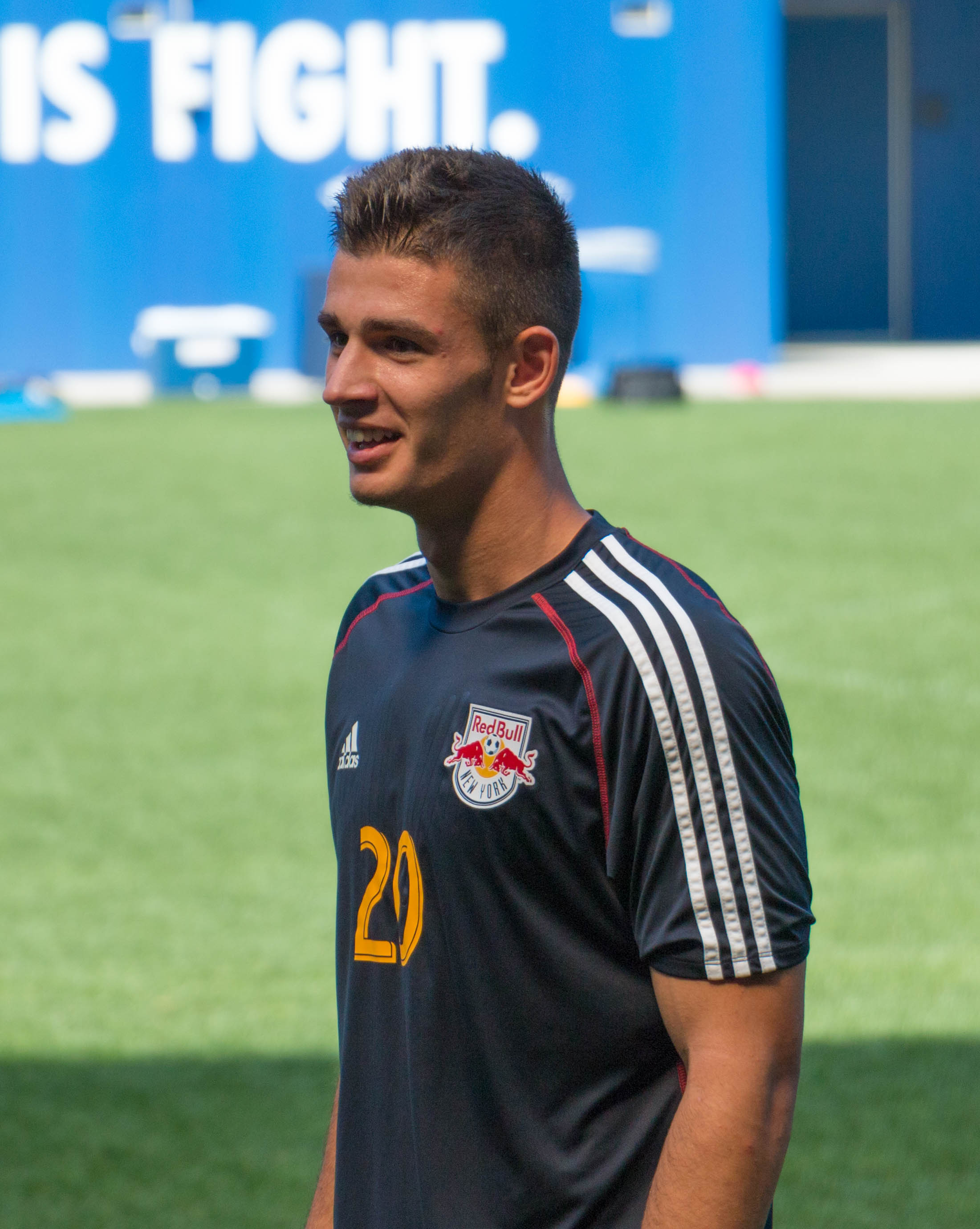
Matt Miazga en 2014.

#### Formation aux Red Bulls de New York
Matthew Miazga est né aux États-Unis de parents polonais. Le 30 juin 2013, Miazga signe un contrat de Homegrown Player de la MLS avec son club formateur, les Red Bulls de New York. Il dispute vingt-quatre rencontres comme titulaire en défense centrale lors de la saison 2015 de MLS.

#### Chelsea
Le 30 janvier 2016, il rejoint Chelsea pour quatre ans et demi. Son transfert est estimé à 4,6 millions d'euros.

#### Prêts successifs
Le 6 août 2018, il rejoint le FC Nantes dans le cadre d'un prêt d'un an, avec une option d'achat obligatoire estimée à sept millions d'euros. Il quitte le club au mercato hivernal.
Le 24 juillet 2019, il est prêté à Reading FC.

#### Retour aux États-Unis
Après six ans dans le giron de Chelsea et de multiples prêts, Miazga est finalement transféré au FC Cincinnati le 5 août 2022 et il fait ainsi son retour en Major League Soccer.

### En équipe nationale
Matt Miazga participe au championnat de la CONCACAF des moins de 20 ans en 2015. Il dispute ensuite la Coupe du monde des moins de 20 ans 2015 organisée en Nouvelle-Zélande. Lors du mondial, il joue quatre matchs et atteint le stade des quarts de finale, en étant éliminé par la Serbie.

## Palmarès
- Vainqueur du MLS Supporters' Shield en 2013 et 2015
- Vainqueur de la Coupe des Pays-Bas en 2017

 FC Cincinnati
- Vainqueur du Supporters' Shield en 2023.